# Karl Platt
Karl Platt (ur. 14 marca 1978 w Nowosybirsku) – niemiecki kolarz górski i szosowy.

## Kariera
Karl Platt startuje w kolarstwie górskim i szosowym. W tej pierwszej dyscyplinie był między innymi szósty na mistrzostwach świata w maratonie MTB w Lillehammer w 2005 roku oraz siódmy na MŚ w maratonie MTB w St. Wendel w 2010 roku. Dwukrotnie stawał na podium zawodów Pucharu Świata w kolarstwie górskim, ale nie odniósł zwycięstwa. Najlepsze wyniki osiągnął w sezonie 2008, który ukończył na czwartej pozycji w klasyfikacji generalnej maratonu. Był także dziesiąty w cross-country na mistrzostwach Europy w 2004 i 2011 roku. Na szosie nie osiągnął większych sukcesów. Nigdy nie brał udziału w igrzyskach olimpijskich.